# Žapuže
Žapuže so naselje v Občini Ajdovščina in v  neposredni bližini Ajdovščine jugovzhodno od nje. Delijo se na zgornje Žapuže, Bizjaki, spodnje Žapuže in nove Žapuže.
V vasi stoji tudi cerkev sv. Martina. 

## Prebivalstvo
Etnična sestava 1991:

Slovenci: 402 (98,8 %)

Muslimani: 1 

Jugoslovani 1 

Neznano: 3